# فیلدینگ گار رنچ
فیلدینگ گار رنچ (به انگلیسی: Fielding Garr Ranch) یک مزرعه (محل) در ایالات متحده آمریکا است که در شهرستان دیویس، یوتا واقع شده‌است. این مزرعه در قسمت جنوب شرقی پارک ایالتی جزیره آنتلوپ در گریت ساوت لیک، یوتا قرار دارد و بخشی از سیستم پارکهای ایالت یوتا می‌باشد. بخشی از ۶٫۲ هکتار (۲٫۵ هکتار) از مزرعه اصلی در فهرست ثبت ملی مکان‌های تاریخی وارد شده‌است.

## تاریخچه
مزرعه فیلدینگ گار در چشمه‌های گرر واقع شده‌است که یکی از قوی‌ترین و سازگارترین چشمه‌ها از ۴۰ چشمه شناخته شده در جزیره آنتلوپ است، هر چند این چشمه طی سال‌های اخیر نشانه‌هایی از خشک شدن در آن مشاهده شده‌است. این مزرعه یکی از قدیمی‌ترین اماکن دامداری در غرب ایالات متحده است. این مزرعه در ابتدا در ۱۸۴۸ تأسیس شد، یک سال پس از ورود اولین پیشگامان مورمون به دره سالت لیک. فیلدینگ گار، یک بیوه همراه با نه فرزند بود که توسط کلیسای عیسی مسیح مقدس برای زندگی در جزیره آنتلوپ و ایجاد مزرعه‌ای برای اداره گله‌های دهک و گاو گوسفندان کلیسا به این مکان فرستاده شد. اولین ساختمان یک خانه خشتی بود که در ۱۸۴۸ توسط پیشگامان اروپایی‌تبار ساخته شد و هنوز به عنوان قدیمی‌ترین ساختمان در یوتا وجود دارد که هنوز بر پایه اولیه خود باقی مانده‌است. این مزرعه و خانه خشتی تا آن زمان به‌طور مداوم مسکونی بود تا زمانی که ایالت یوتا آماده ایجاد جزیره آنتلوپ به عنوان پارک ایالتی یوتا گردید. در دوران‌های مختلف افراد دیگری سعی کردند در این جزیره زندگی کنند، اما شرایط سخت، انزوا و کمبود آب شیرین این کار را برای افراد غیر بومی بسیار دشوار کرد.

## نگارخانه

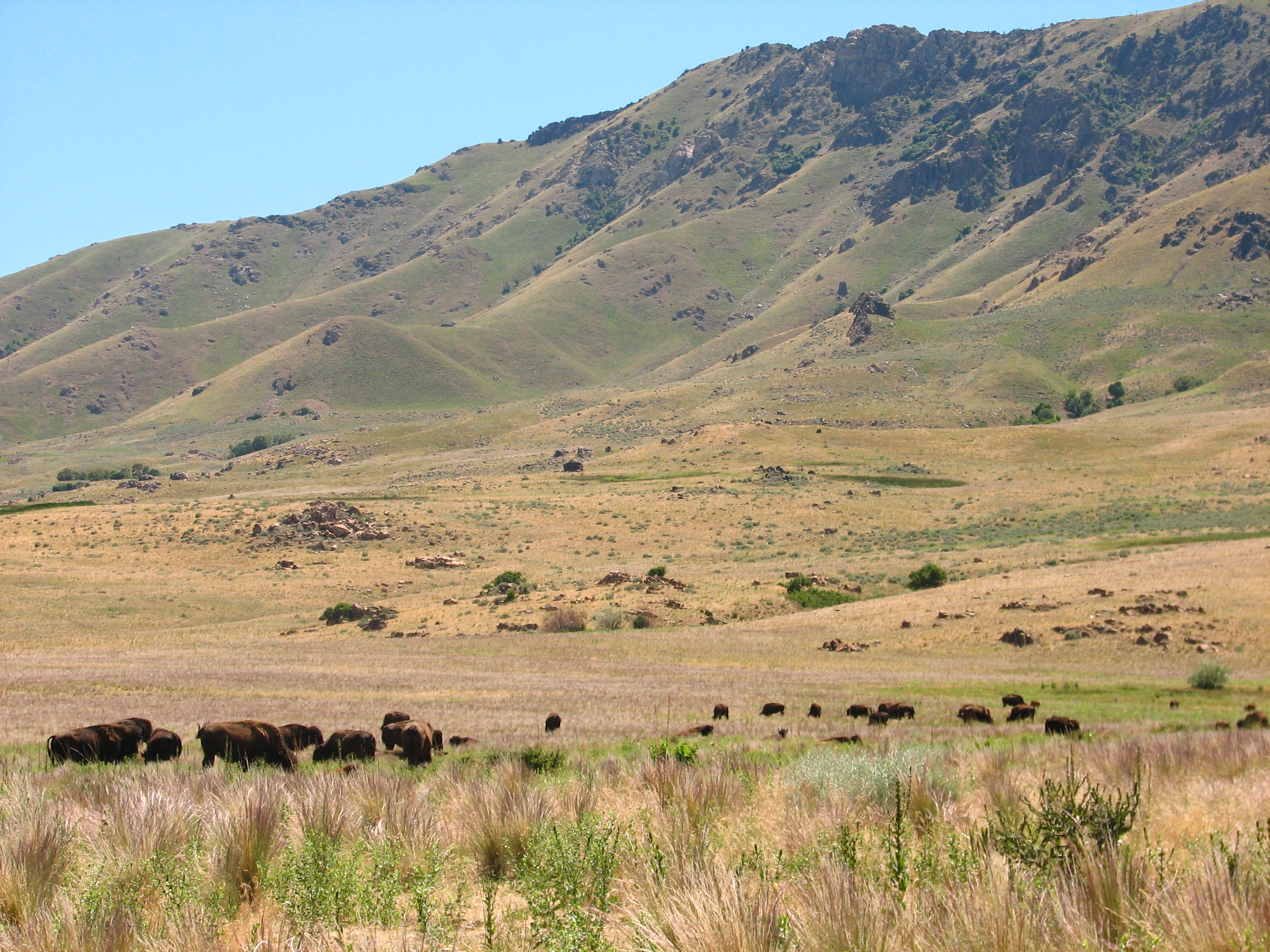
گله گاومیش در جزیره آنتلوپ
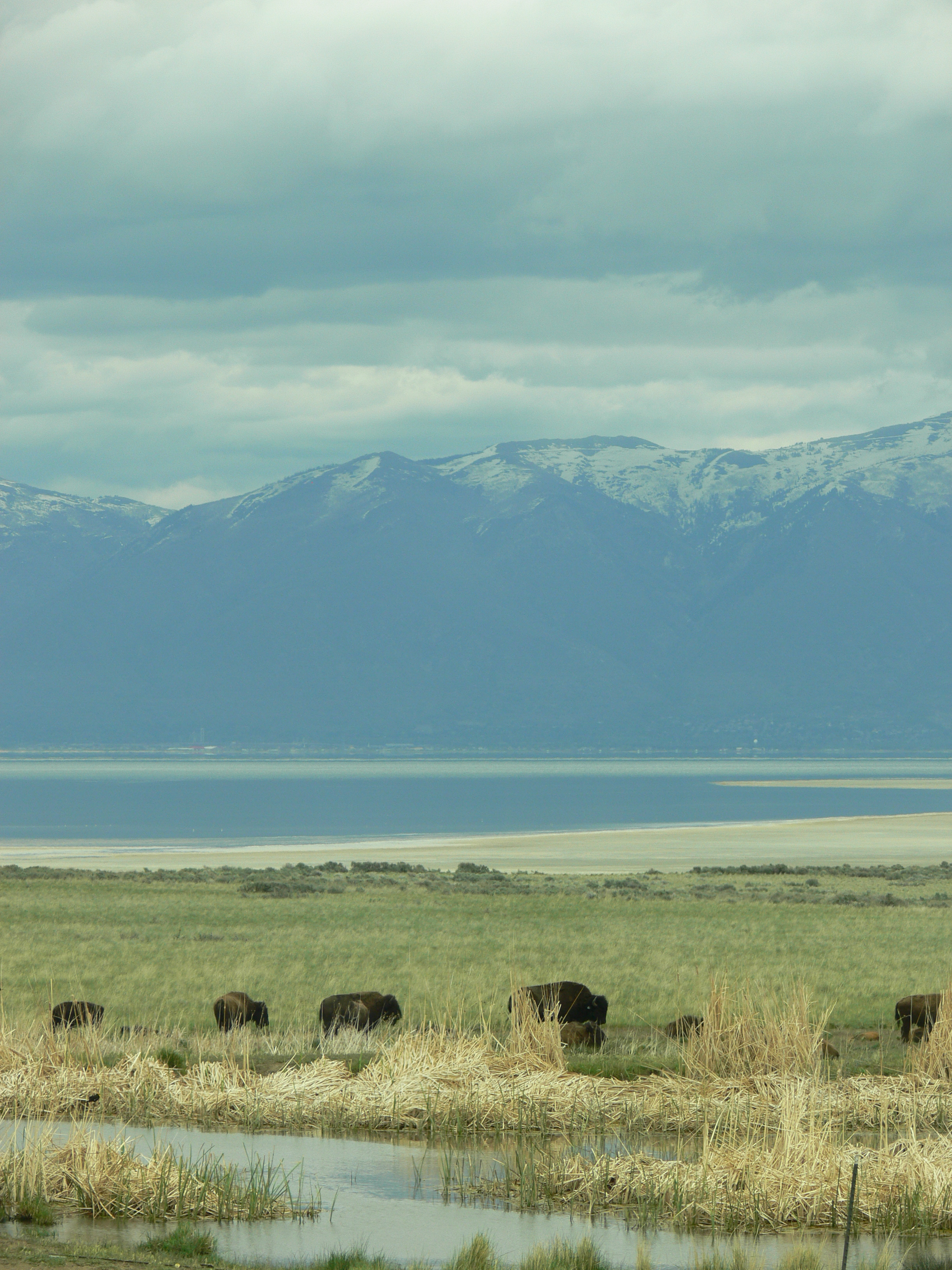
بیسون در نزدیکی چشمه آب شیرین در جزیره آنتلوپ
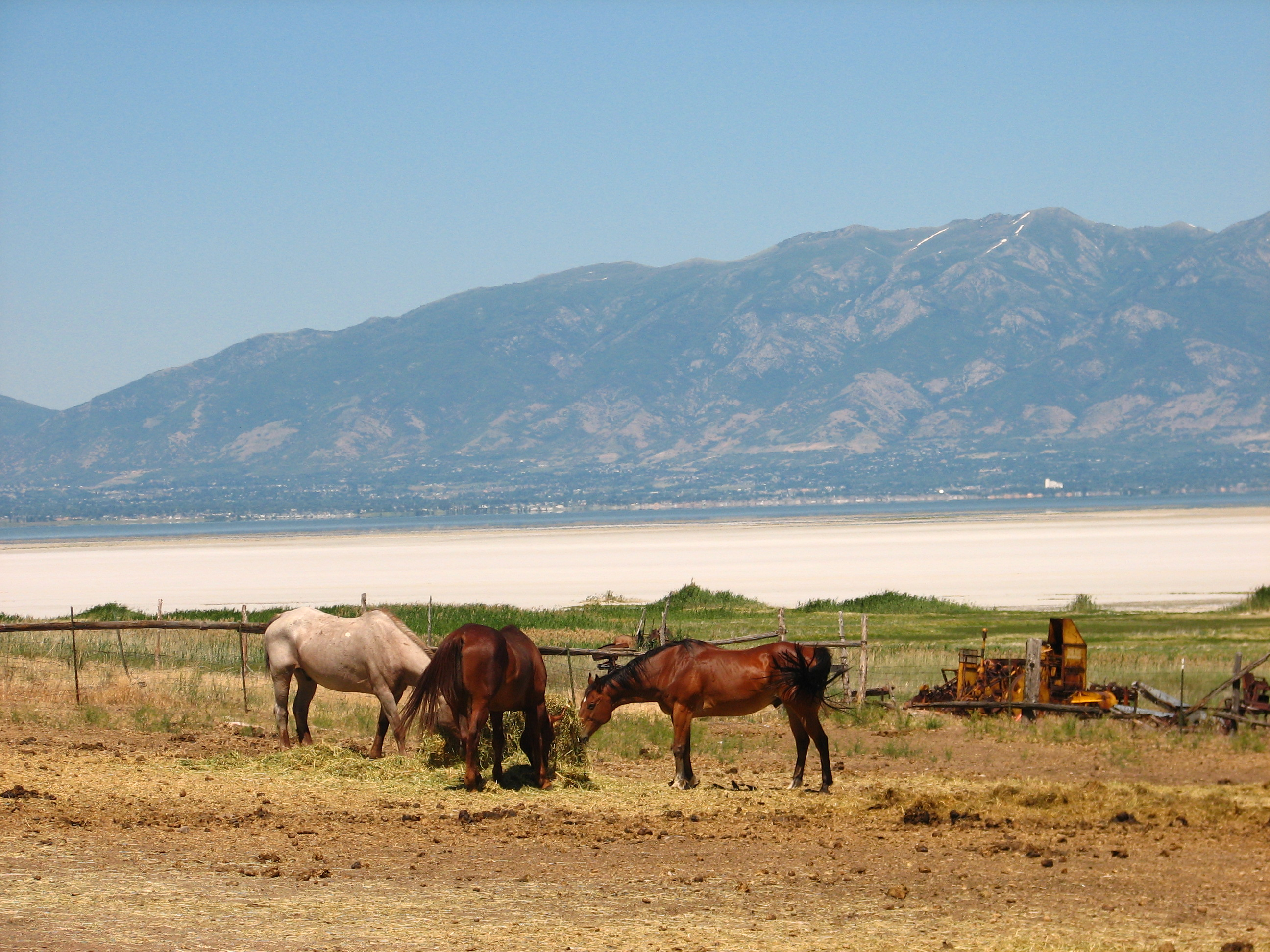
مزرعه فیلدینگ گار در جزیره آنتلوپ
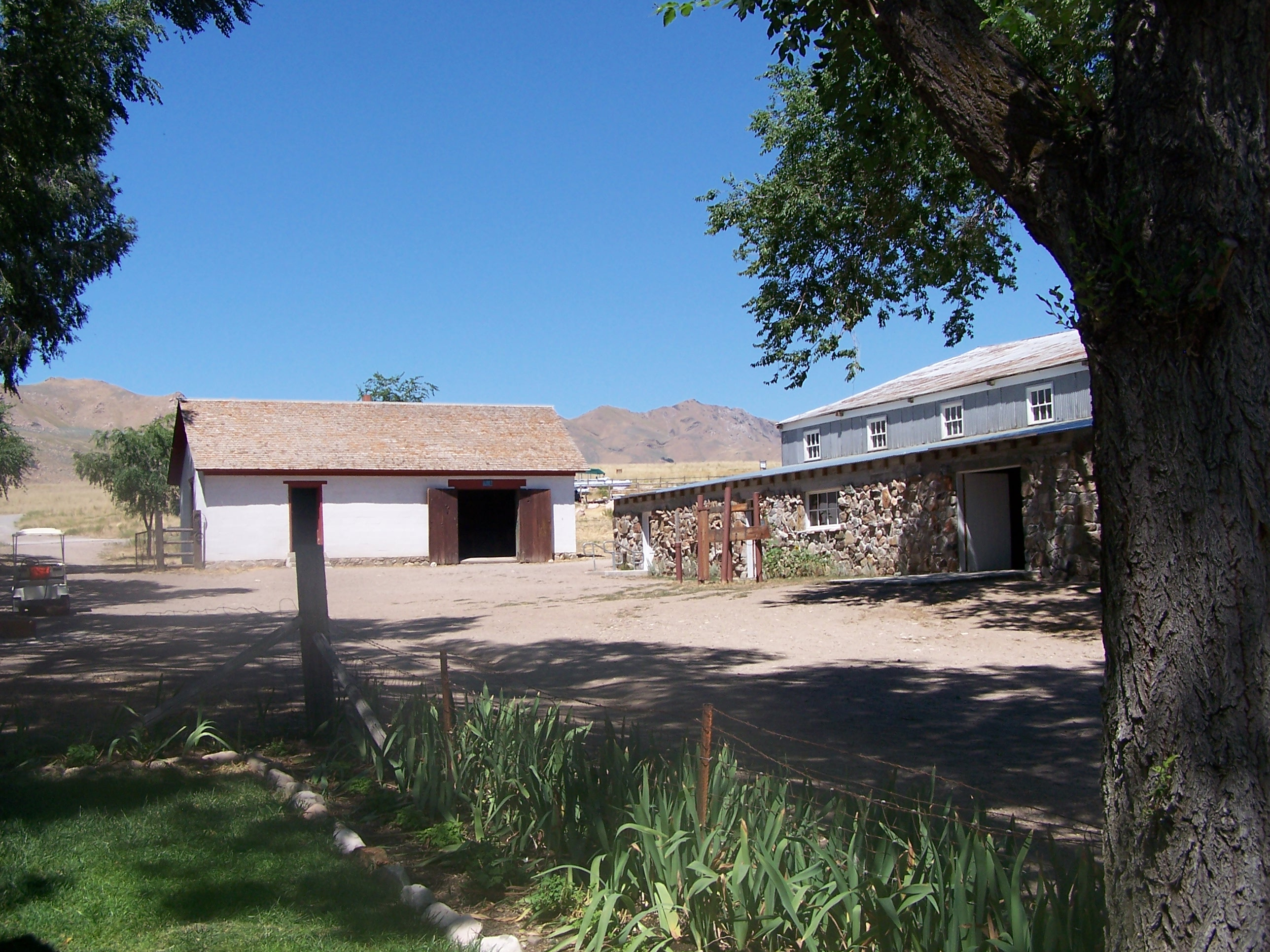
مزرعه پارک دولتی جزیره آنتلوپ
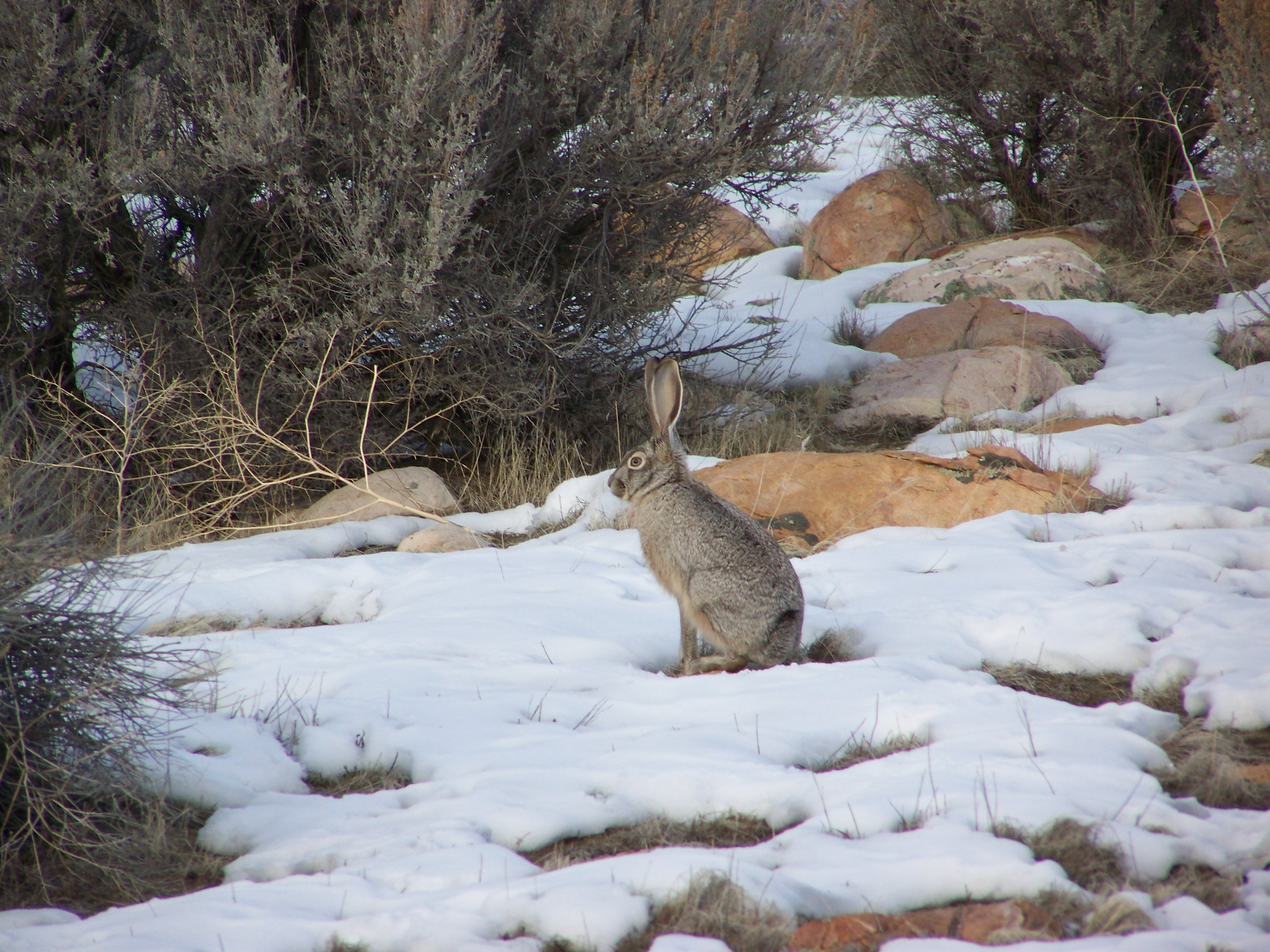
خرگوش جک در پارک دولتی جزیره آنتلوپ
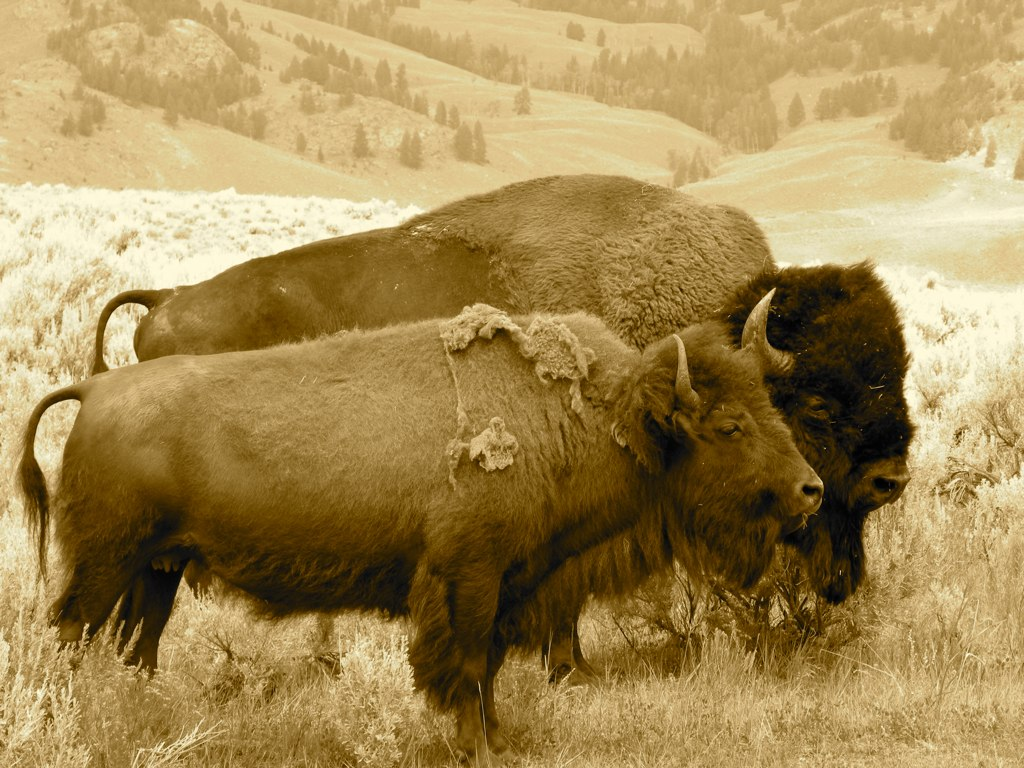
جفت گاومیش بوفالوی آمریکایی
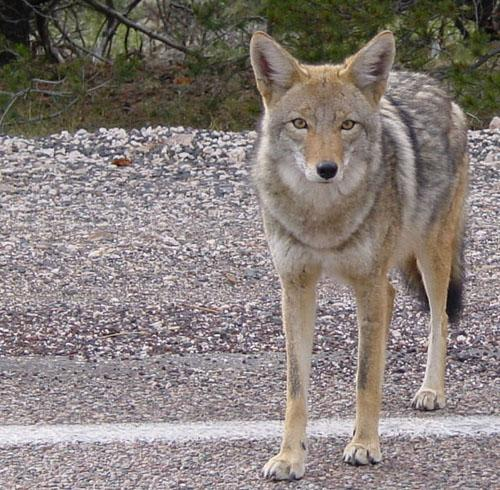
کایوت
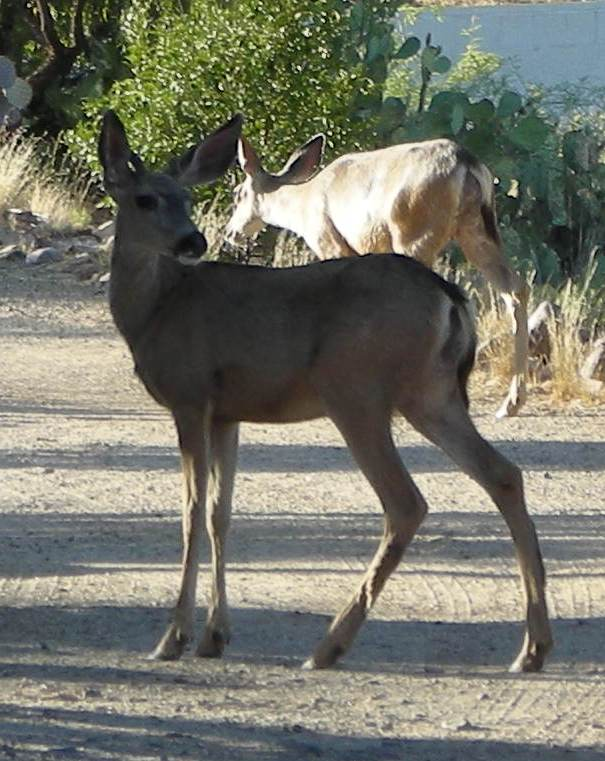
گوزن قاطر
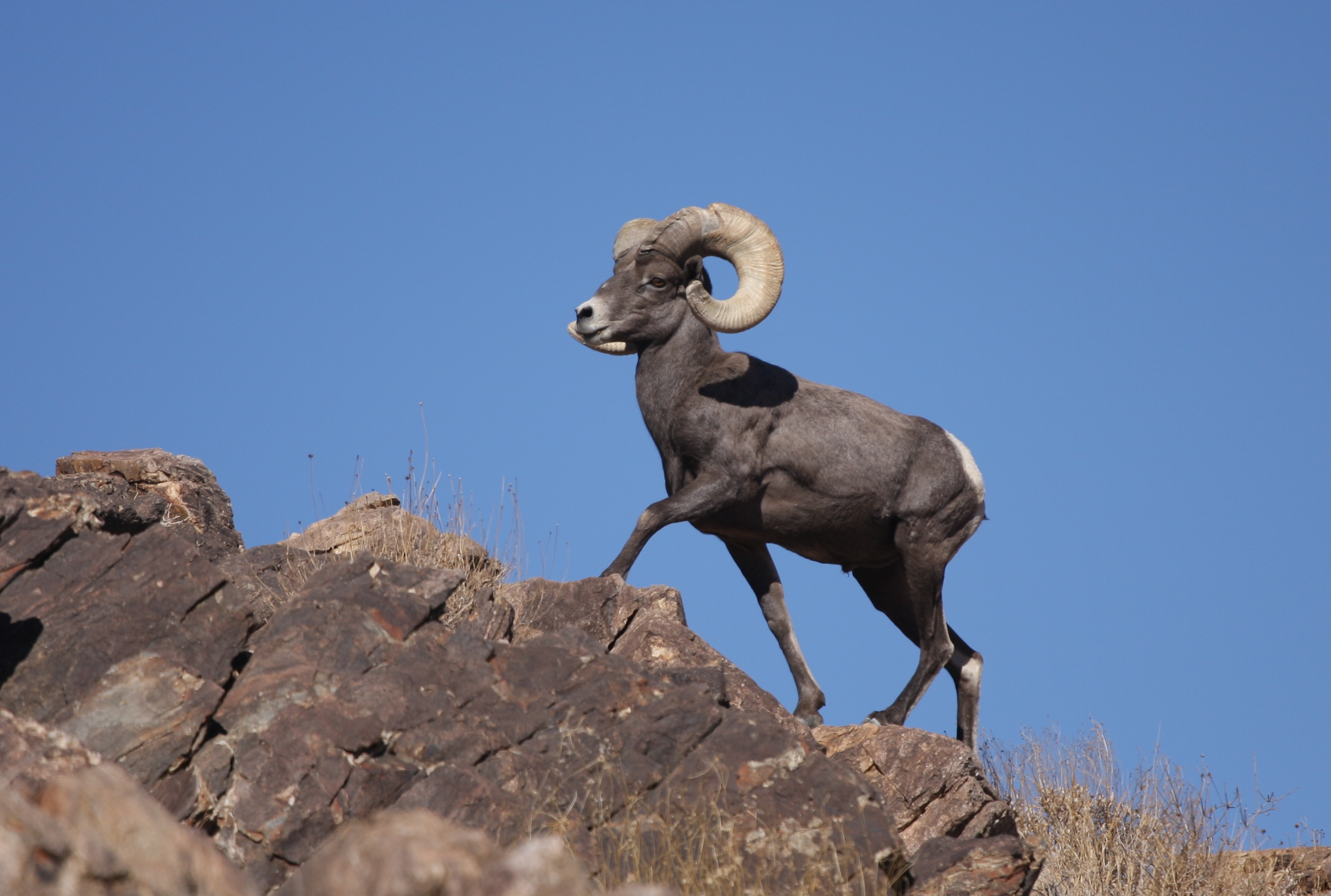
گوسفند کوهی آمریکایی
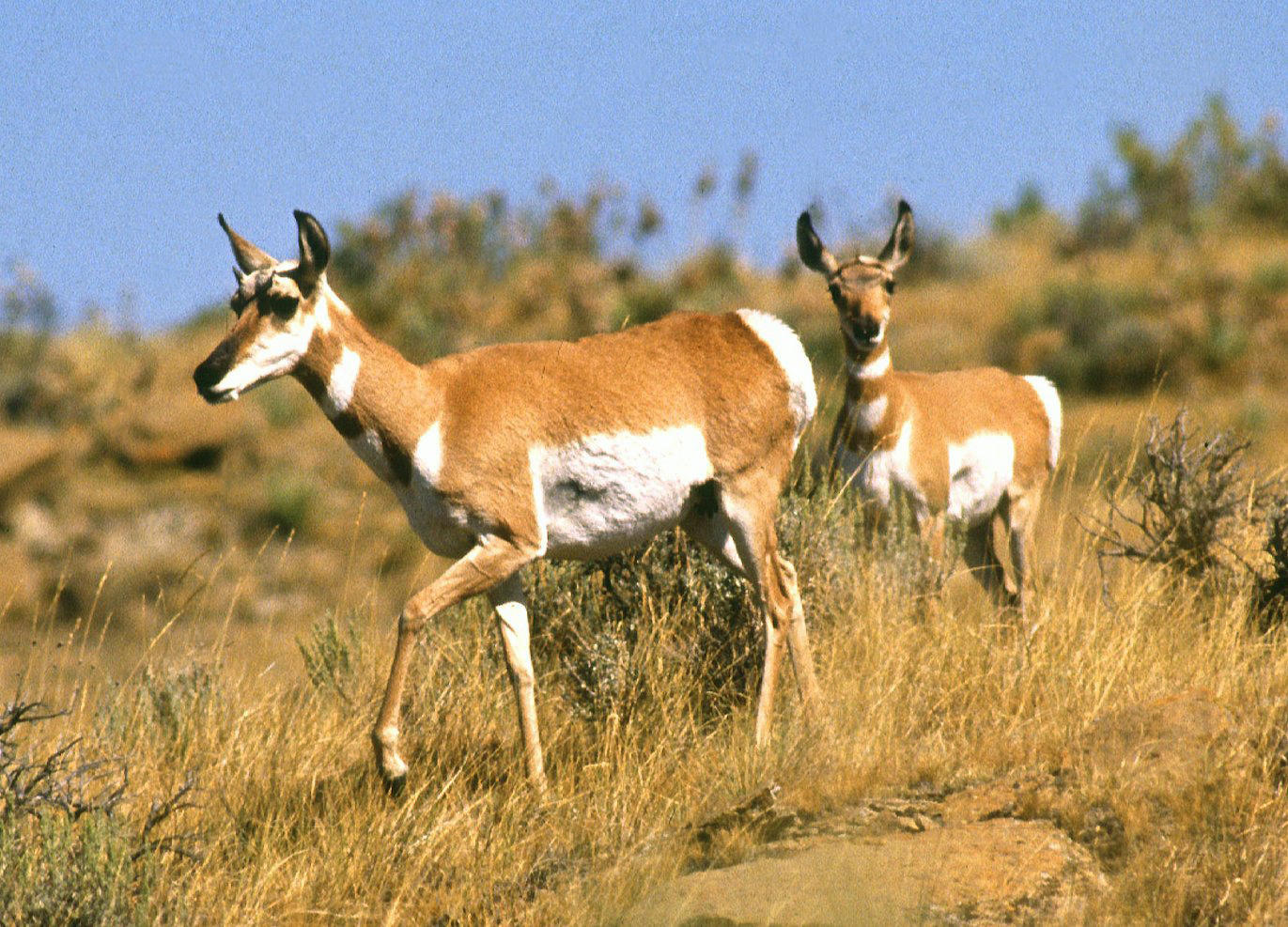
پرونگ هورن
عقاب طاس نوجوان
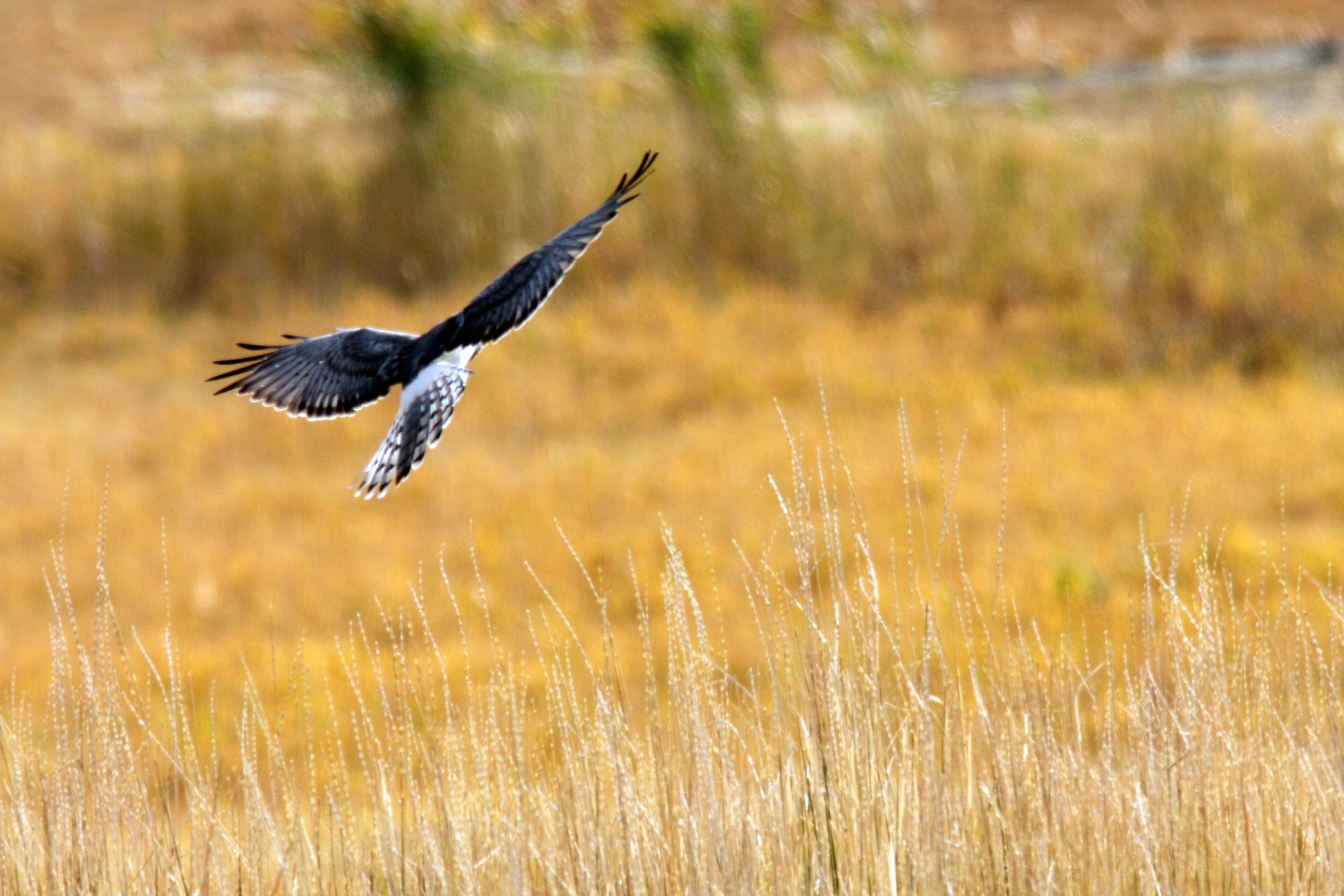
سیرک مرد (هاریر شمالی)، در جزیره آنتلوپ